# Ingeborg Malmström
Lucina Konstantia Ingeborg Malmström, född Wallenius den 1 januari 1831 i Uleåborg i Storfurstendömet Finland, död 7 juni 1919 i Helsingfors, var en finlandssvensk poet som skrev på svenska. Malmström använde pseudonymen Myosotis palustris.
Malmström var även konstnär, som hade fått undervisning av kyrkokonstnären Robert Wilhelm Ekman. Enligt hennes egen berättelse hade Malmström målat åtminstone tre altartavlor till kyrkor, varav en fanns i Suodenniemi kyrka. Malmström påstod också att hon hade målat altartavlan i Helsinge kyrka Sankt Lars, men den betraktas allmänt som hennes lärares Ekmans arbete.
Från och med 1857 var Ingeborg Malmström gift med prosten Karl Robert Malmström.

## Verk

### SomMyosotis palustris
- Dikter: urval ur en större samling: Andra häftet; af Myosotis palustris. Författare, Viborg 1899
- Dikter: urval ur en större samling: Tredje häftet; af Myosotis palustris. Författare, Åbo 1899